# هنری لوییس ویویان دروزیو
هنری لوییس ویویان دروزیو (انگلیسی: Henry Louis Vivian Derozio; ۱۸ آوریل ۱۸۰۹ – ۲۶ دسامبر ۱۸۳۱) آموزگار، و شاعر، و دستیار رئیس دانشکده هندو در کلکته بود. او یک متفکر رادیکال زمان خود و یکی از اولین مربیان هندی بود که دانش و علم غربی را در میان مردان جوان بنگال منتشر کرد.